# Bartolomeo Bortolazzi
Bartolomeo Bortolazzi (Toscolano, 3 marzo 1772 – Paraíba do Sul, 1845-46) è stato un compositore e mandolinista italiano di genere classico.

## Biografia
Nacque a Toscolano sulla sponda occidentale del Lago di Garda in provincia di Brescia (oggi comune di Toscolano Maderno)
Al momento della nascita di Bartolomeo, Toscolano faceva parte, come quasi tutta la provincia, della Repubblica di Venezia e godeva di un fiorente artigianato nel settore della lavorazione della carta. Bartolomeo dovette, seppure a malincuore, seguire le orme del padre Domenico per apprendere il mestiere del cartaio. Era un mestiere poco gradito dal piccolo Bartolomeo che aveva un carattere inquieto più propenso a sognare che a lavorare la carta e con una prepotente passione per la musica, tanto da diventare in brevissimo tempo, un ottimo suonatore di mandolino, stimato e ammirato dai suoi compaesani e dagli amici delle borgate vicine.
Esaltato dai successi ottenuti, Bartolomeo divenne sempre più ansioso e inquieto. La sua famiglia, il suo paese, il suo lago, gli erano troppo angusti; egli voleva trovare nuovi spazi, conoscere altri paesi, altra gente, e portare la sua musica altrove.
Questo sogno si avverò nel 1790 quando, in compagnia dei suoi amici Bazzani e Lena, suonatori di chitarra e Pietro Ferrari, cantore di arie buffe, abbandonò il tetto natio: aveva 18 anni.
L'avventura era cominciata percorrendo paesi e città dell'Italia del Nord, tenendo concerti nelle piazze, nelle osterie e nei teatri.
Il successo fu immediato, applausi e denaro consentirono all'allegra brigata di condurre una vita lieta e spensierata.
Non soddisfatti del felice inizio dell'avventura, vollero andare oltre e decisero di varcare i confini per trasferirsi in Francia. Anche in terra francese gli allegri musicisti ebbero successi e denaro; ma ben presto il fuoco della Rivoluzione, che aveva sconvolto la Francia e l'Europa, incominciò a scaldare l'aria e pose frettolosamente fine alla vita lieta e spensierata di Bartolomeo e dei suoi amici, costringendoli in gran fretta a lasciare la Francia e cercare lidi più sicuri e tranquilli.
Ritornati a Toscolano, dopo breve tempo furono ripresi dalla febbre dell'avventura e partirono alla volta del Tirolo, da dove passarono in Austria visitando le città più importanti dell'Impero fino a raggiungere Vienna.
Anche qui non mancarono successi e riconoscimenti che permisero loro di condurre una vita senza preoccupazioni economiche.
Fu a Vienna che Bortolazzi ebbe la fortuna di incontrare il celebre pianista Colò di Riva di Trento che, favorevolmente impressionato dal talento di Bartolomeo, lo avviò a seri studi musicali e letterari.
Tali studi furono affrontati dal Bortolazzi con amore e intelligenza pronta e vivace.
A Vienna,scrive il Valentini, andavano a gare nel prodigare al nostro Bortolazzi inviti, nel offrirgli impieghi e protezioni, nel regalargli denaro e onorificenze, tutti rapiti dalla bella arte del suo strumento, dalla facilità, eleganza e melodia delle sue composizioni che improvvisava a bizzeffe”.
Nel 1799 Bortolazzi si trasferì a Londra, forse invitato da una loggia massonica.
Difatti, presso il British Museum, si trovano alcune composizioni vocali dedicate ai “fratelli della Loggia dei Pellegrini”.
Ed è a Londra che egli incontrò, nel 1799, il giovane compositore slovacco Johann Nepomuk Hummel (1778-1837), che gli dedicò il famoso concerto per mandolino e orchestra (ora reperibile presso il British Museum). Evidentemente il giovane Hummel rimase affascinato dal virtuosismo di Bortolazzi, tanto da dedicargli il concerto, che nella stesura, risente dei consigli che gli vennero suggeriti dal Bortolazzi, soprattutto per quanto riguarda il modo di trattare la scrittura dello strumento.
Il mandolino era abbastanza conosciuto a Londra, in quanto Giovanni Battista Gervasio aveva tenuto un concerto nel 1768 e Pietro Leone aveva fatto pubblicare in quegli anni il metodo per mandolino.
Inoltre lo strumento era stato impiegato da Georg Friedrich Händel (1748), da Thomas Arne (1764) e da altri compositori. È probabile che Bortolazzi, durante la sua permanenza a Londra, che durò dal 1799 al 1802. Abbia avuto l'occasione di conoscere alcuni musicisti che si trovavano in quella città in quegli anni. Fra questi il celebre Giovanni Battista Viotti (1755-1824), il celebre tenore e compositore Luigi Asioli e la celebre cantante Giuseppina Grassini ed altri.
Alla fine del 1802 Bortolazzi ritornò a Vienna e si preparò a partire per la Germania per una serie di concerti in compagnia del figlio Giacomo Giuseppe.
Il 2 settembre 1803 il giornale “Leipziger Allgemeine Musikalische Zeitung” ci informa di un concerto di Bortolazzi a Dresda.
Nel 1804, a Berlino. Suonò accompagnato con la chitarra del figlio Giacomo Giuseppe di 8 anni, le variazioni tratte da un tema dell'opera “La bella molinara” di Giovanni Paisiello. Tre settimane dopo egli si esibì a Lipsia
Nel 1805 Bortolazzi ritornò a Vienna dove tenne molti concerti e lavorò come insegnante di mandolino e chitarra e come compositore. L'ultimo resoconto sulla vita di Bortolazzi a Vienna risale all'8 aprile 1805.
A Vienna il mandolino era ormai di casa, basti pensare che Beethoven, che vi si era trasferito nel 1782, aveva scritto nel 1796 le sue composizioni per mandolino e clavicembalo. I giornali si occuparono con assiduità delle esecuzioni del “celebre mandolinista Bortolazzi” che dimostrava sempre “molta abilità, leggerezza e delicatezza”.
La stima dei viennesi fu un incoraggiamento a Bortolazzi per stabilire a Vienna la sua residenza definitiva.
La sua attività di concertista, di insegnante e compositore, gli consentivano una vita tranquilla e serena con la sua famiglia.
Bortolazzi muore a Paraíba do Sul, Brasile alla fine del 1845 o all'inizio del 1846.

## Ricerche storiche
- Ugo Orlandi, docente di mandolino al Conservatorio G. Verdi di Milano, sta effettuando ricerche storiche sulla vita e sulla morte ancora misteriosa di Bartolomeo Bortolazzi

## Curiosità
- A Toscolano Maderno, città natale di Bartolomeo Bortolazzi, è nata un'associazione chiamata "Associazione musicale Bartolomeo Bortolazzi" diretta dal maestro Sergio Bertasio.

## Composizioni
- Six Italian Arias Op. 5, voce e chitarra
- Variazioni op. 8, mandolino e chitarra
- Six Italian Arias Op. 11, voce e chitarra
- Variazioni op. 13, chitarra e violino
- Variazioni op. 15, flauto e chitarra
- Variazioni Concertanti op. 19 chitarra e pianoforte
- Metodo op. 21
- Cavatina "Dunque mio breve" due voci e chitarra
- Twelve Arias, chitarra
- Rondo, chitarra e pianoforte
- Sei canzoni veneziane, voce e chitarra
- Sei Romanze francesi, voce e chitarra
- Sonata, chitarra e pianoforte
- Variazioni, chitarra e violino
- Variazioni, chitarra